# Eusarcus maquinensis
Eusarcus maquinensis is een hooiwagen uit de familie Gonyleptidae.